# Laurent Durand
 Laurent Durand (* 1712; † 11. Mai 1763) war ein französischer Verleger im Zeitalter der Aufklärung.

## Leben und Wirken
Durand wurde als Sohn eines Kaufmanns in der Nähe von Auxerre geboren. Ab dem Jahre 1730 arbeitete er für die Pariser Buchhändler und Drucker Jacques Chardon (1688–1766). Am 31. Januar 1739 heiratete er Elizabeth Carbonnier eine Nichte François Jouenne. Er führte seine Firma in der rue Saint-Jacques in Paris unter dem Namen Saint-Landry et du Griffon. 1746 verurteilte das Parlement von Paris das kurz zuvor von Denis Diderot geschriebene und von Durand anonym veröffentlichte Werk Pensées philosophiques und ließ es öffentlich verbrennen. Der Aufklärer war einer der vier Verleger – neben insbesondere André-François Le Breton, Antoine-Claude Briasson und Michel-Antoine David – die, die Encyclopédie von Denis Diderot und Jean-Baptiste le Rond d’Alembert herausgaben.